# Klammersbäck-Torup
Klammersbäck-Torup este o arie protejată (arie specială de conservare — SAC, sit de importanță comunitară — SCI) din Suedia întinsă pe o suprafață de 8,8 ha, integral pe uscat.

## Localizare
Centrul sitului Klammersbäck-Torup este situat la coordonatele 55°42′07″N 14°09′24″E / 55.702°N 14.1567°E.

## Înființare
Situl Klammersbäck-Torup a fost declarat sit de importanță comunitară în decembrie 1998 pentru a proteja 1 specie de animale. Situl a fost protejat și ca arie specială de conservare în martie 2011.

## Biodiversitate
Situată în ecoregiunea continentală, aria protejată conține 4 habitate naturale: Păduri pe pante, grohotișuri și ravene de Tilio-Acerion, Păduri de stejar sau de stejar și carpen sub-atlantice și medio-europene de Carpinion betuli, Cursuri de apă de la nivel de câmpie la nivel montan, cu vegetație Ranunculion fluitantis și Callitricho-Batrachion, Păduri aluvionare cu Alnus glutinosa și Fraxinus excelsior (Alno-Padion, Alnion incanae, Salicion albae).
La baza desemnării sitului se află o specie protejată de  pești: zglăvoacă (Cottus gobio).